# 271235 Bellay
271235 Bellay è un asteroide della fascia principale. Scoperto nel 2003, presenta un'orbita caratterizzata da un semiasse maggiore pari a 2,8880270 UA e da un'eccentricità di 0,0381555, inclinata di 1,59501° rispetto all'eclittica.
L'asteroide è dedicato al poeta francese Joachim du Bellay.